# آراکس آبراهامیان
آراکس آشوتی آبراهامیان (ارمنی: Արաքս Աշոտի Աբրահամյան؛ انگلیسی: Araks Abrahamyan؛ زاده ۷ نوامبر ۱۹۵۹ - درگذشته ۲۵ دسامبر ۱۹۹۳) نقاش و شاعر اهل ارمنستان بود.

## زندگی‌نامه
وی در ۷ نوامبر ۱۹۵۹ در آرواتساگ به دنیا آمد و از دانشگاه دولتی علوم پرورشی خاچاطور آبوویان ارمنستان (۱۹۸۳) فارغ‌التحصیل گشت.  وی در ۲۵ دسامبر ۱۹۹۳ در سن ۳۴ سالگی در ایروان درگذشت.